# Алешинка (Костанайская область)
Алешинка (каз. Алешина) — село в Мендыкаринском районе Костанайской области Казахстана. Входит в состав Алешинского сельского округа. Находится примерно в 29 км к западу от районного центра, села Боровского. Код КАТО — 395633200.

## Население
В 1999 году население села составляло 466 человек (221 мужчина и 245 женщин). По данным переписи 2009 года, в селе проживало 378 человек (173 мужчины и 205 женщин). По данным переписи 2021 года, в селе проживало 286 человек (147 мужчин и 139 женщин).